# ニッポン放送の経営権問題
ニッポン放送の経営権問題（にっぽんほうそうのけいえいけんもんだい）では、ニッポン放送の経営権の経緯について述べる。

## 開局の経緯
ニッポン放送は、当時の財界がマスコミ対策を意図して設立したラジオ局である。
財界の「青年将校」と呼ばれた日経連専務理事の鹿内信隆（以下、信隆）が1954年（昭和29年）の同局開局の中心となった。信隆は当初専務であったが、その後ニッポン放送株を掌握することで社長となる。
信隆がニッポン放送で採った施策は徹底した合理主義と聴取率第一主義であった。ニッポン放送はラジオ局として最後発であり、開局時点で特定の新聞社との関係を持たなかったにもかかわらず最初からキー局として誕生した異色の局であった。このため先発局を急追すべく、とにかく「売れる」番組作りに腐心した。財界をバックに持つ利点を生かし、番組製作は大手企業によるスポンサーを付けたいわゆる「黒ネット」番組（スポンサー提供付番組）に特化して全国ネットの形成に成功。開業の翌年には黒字転換を果たし、業績・聴取率共に在京局のトップに躍り出た。
その後、テレビ免許申請を巡って各方面と競合するが、信隆は同じ財界系であった文化放送の水野成夫社長と協議して、共同で免許を申請した。これが現在のフジテレビジョン（以下、フジテレビ）である。ニッポン放送は文化放送と共に、フジテレビへ資本と人材を送り込んで開局させた「フジテレビの生みの親」である。
このフジテレビ開局と前後して、東京進出後経営が悪化していた産業経済新聞社（以下、産経新聞社）を水野が引き受けることになり、信隆も役員に就任した。1968年、水野は産経新聞社の経営に失敗し、後に自身の体調が悪化。信隆は財界の要請を受け産経新聞社に乗り込み、水野に替わってフジサンケイグループの舵取りをすることとなる。産経新聞社は1974年、フジテレビを引受先とする増資を実施。さらに1976年、東京急行電鉄と共に文化放送の株式を旺文社へ売却。
1978年には、ニッポン放送を引受先とするフジテレビの増資を行い、これで信隆は自らが筆頭株主となるニッポン放送を頂点としたグループ構造を完成させ、名実共にこのグループを掌握し支配した。
この間ニッポン放送の業績は好調で、従来の聴取率第一の利益追求主義を貫きながらも、テレビ時代に対応し次々と斬新な新企画を打ち出すチャレンジ精神も功を奏し、引き続き増収増益を続けた。経営陣にも鹿内イズムが浸透。組合も存在せず、他社や、同グループ内のフジテレビ・文化放送までもが労使関係に苦慮する中、独り労使協調路線を貫いた。また関連事業にも積極的に進出し、現在のポニーキャニオンやディノス（旧フジサンケイリビングサービス）を設立。これらは有力な子会社としてニッポン放送の屋台骨を支えた。このニッポン放送グループは信隆自慢の企業と言われていた。

## 鹿内信隆の退任後
信隆は1985年にセミリタイヤし、その息子鹿内春雄がグループを引き継いだ。この一件は、当時「世襲」と呼ばれ注目を集めたが、1988年に春雄が42歳で早逝。信隆は議長に復帰すると同時に、春雄と同年代で日本興業銀行行員であった娘婿の佐藤宏明を、養子縁組の上鹿内姓に改姓させて（夫人の佐藤厚子は鹿内姓に復帰）議長代行に置いた。
1990年の信隆死去後、宏明は議長に昇格。カリスマ的存在であった2人が相次いで亡くなり鹿内家の求心力が弱まっていたが、グループの結束力強化を図る目的で1991年2月にグループの最高意思決定機関である「株式会社フジサンケイコーポレーション」を設立。宏明が会長兼社長に就くとともにグループの主幹四社（ニッポン放送、フジテレビジョン、産経新聞社、サンケイビル）の会長職も兼務。また主幹四社の社長を同社の役員に置き、フジサンケイグループの権力を掌握した。しかし宏明の経営手法が各社の代表者とは相容れず、とりわけフジテレビジョン社長日枝久（1988年に義兄・春雄の死後社長就任）とは確執を生んだ。

## 鹿内宏明解任クーデター
1992年6月23日のフジテレビジョン株主総会で、1982年の岡田茂三越社長解任劇のように宏明も解任されるのではないかとの怪情報が流れる。宏明自身も自己に対する情勢が不利であることを認識しており自身の権力維持のため強硬な人事を行う。
しかし1ヶ月後の7月21日、宏明は産経新聞社取締役会にて、「グループを私物化し新聞を代表する者として不適任である」として会長職を解任される。日枝や、ニッポン放送から産経新聞社に転じた羽佐間重彰を中心とするクーデターであった。宏明は彼自身の私生活の問題から、大株主であった信隆の未亡人からも既に見放されており、孤立無援になった。翌7月22日、宏明は記者会見を開き、ニッポン放送、フジテレビジョン、サンケイビルの会長職とフジサンケイグループ議長を辞任すると自ら発表する。その後取締役も辞任し、フジサンケイコーポレーションは解散。鹿内家のグループの経営支配は終わりを迎える。
その後しばらくは「鹿内家」が筆頭株主である状態が続き、資本的支配を示すがごとく株主総会に出席して睨みを効かせていた。1996年、ニッポン放送は東証二部に上場。フジテレビが上場する条件として親会社にあたるニッポン放送も上場の必要があったためであるが、本当の目的は上場により鹿内家の持つニッポン放送の持株比率を低下させ、フジサンケイグループにおける鹿内家の影響力を排除する事が目的だった。
2005年1月4日、鹿内宏明夫妻は鹿内家一族名義で所有していた8.0％の株（のほとんど）を大和証券SMBCに売却。名実ともに鹿内家の支配は終了を迎えた（しかし、その後鹿内宏明夫妻が大和証券SMBCに対し、「売買契約に抵触する法令違反などがあったので、株式売買契約を解除し、株式の返還を求める」と主張する内容証明郵便を送付していた事がわかった）。

## ライブドアによる敵対的買収事件
以降、フジサンケイグループは実質的にフジテレビを中心として運営されていくことになったが、そのフジテレビの筆頭株主は、グループ内の一企業で総資産規模もはるかに小さいニッポン放送である、といういびつな構造はそのまま放置され、資本のねじれ現象が続いていた。ニッポン放送はフジサンケイグループによって運営され、そのフジサンケイグループはフジテレビが舵取りし、そのフジテレビの親会社がニッポン放送という、ちぐはぐな経営状態だったのである。この状況を是制すべく、上場後筆頭株主となった村上ファンド代表の村上世彰は、フジテレビと共同持株会社を設立して、両社をその事業子会社とする案を提示。しかし経営陣はフジテレビに対する第三者割り当て増資を実施し、まずはこれで資本構成の是正を図るとした。
その結果、一時筆頭株主がM&Aコンサルティング（16.6%） 、第2位「フジテレビ」（12.3%）となる。2005年1月17日、鹿内家の株式放出の知らせを聞いたフジテレビ側は、村上ファンドの意を受けて50%超以上を占める筆頭株主になり、親子関係のねじれを解消することを目標に、同社発行済み株式を5,950円で買い付ける公開買付け（TOB）を発表した。
しかし、2月8日午前8時すぎのわずか30分の間に、堀江貴文率いるライブドアの熊谷史人や塩野誠が中心となり子会社「ライブドア・パートナーズ」が700億円を投じ、東京証券取引所の時間外取引で発行済み株式の29.5%を追加取得、ライブドアは取得済みの株式を加えて35%を占める事実上の筆頭株主となった。その後もライブドアは過半数を目指し買い増した。これを受け、フジテレビはTOBの目標を「25%超以上」に変更することでTOB成功を確実にさせ、ニッポン放送を媒介にしたライブドアからの間接支配を排除する方針を固めた。
続く2月23日、ニッポン放送亀渕昭信社長とフジテレビの日枝久会長が共同記者会見を行い、ニッポン放送はフジテレビに対して4,720万株の新株予約権を発行すると発表。日枝は発行差止め申請が出された場合「受けて立つ」と宣言。仮に権利がすべて行使された場合、現在の発行済み株式の1.44倍の新株が生まれるため、ライブドア側がそれ以外の株をすべて買い集めてもニッポン放送はフジテレビの子会社になる。
これに対して、翌2月24日、商法で禁じられた「（フジテレビによる）支配権の維持や争奪目的の新株発行」に当たるとして、ライブドアが新株予約権の発行を差し止める仮処分を東京地方裁判所に申請した。
3月2日、ニッポン放送社員会は、「堀江氏の一連の発言にはリスナー（聴取者）に対する愛情が感じられず、また責任のある放送や正確な報道についても理解しているとは思えず、ニッポン放送の資本構造を利用したいだけとしか映らない」という理由から、ライブドアの経営参画に反対する声明を発表した。
3月7日、フジテレビのTOBが締め切られ、翌日のフジテレビによる発表では、TOBが成立しニッポン放送発行済み株式の36.47%を取得。これによりフジテレビはニッポン放送の商法の子会社の議決権規制と重要議決拒否権を確保した。しかしこの時点でフジテレビとライブドアの合計持ち株比率が発行済全株式の70%を越えており、これは、上位10社の合計出資比率が80%を越えると東京証券取引所の規定により1年間の猶予後に上場廃止、また90%を越えると即時上場廃止という規則により、ライブドアの株買い増しは同社にとって得策ではないとの意見もあった。
3月9日、「新株予約権の発行によって既存株主が損害を被る」として、個人株主が東京地方裁判所に発行差し止めの申請を行ったことをニッポン放送が発表（後に取り下げ）。
3月11日、東京地方裁判所はライブドアが申請していた新株予約権の発行差止めを認める仮処分を決定した。これを受けてライブドアは5億円を供託したため、最終的に上級審で覆されない限り新株予約権の発行はできなくなった。
3月14日、ニッポン放送が子会社のポニーキャニオンなどの株式の売却を検討している（買収に対する防衛策の一つで、いわゆる「焦土作戦」と言われるもの）と報道される。
3月16日、ライブドアの議決権比率が49.8%に達したと報じられる。これによりライブドアが経営に参画する可能性が高まってきたことから、開局以来労働組合の無いニッポン放送に労働組合が結成されるとも報じられる。また同日、3月11日に決定された東京地方裁判所の仮処分決定に対するニッポン放送の異議申し立てについて審尋が行われた。東京地方裁判所はニッポン放送の異議を退け、仮処分を認める決定を行った。ニッポン放送は即日で東京高等裁判所に対し抗告を行った。
3月23日、東京高裁（裁判長は鬼頭季郎）は地裁の仮処分決定を支持、ニッポン放送の抗告を棄却した。これにより24日の新株発行は事実上不可能となり、ニッポン放送は新株予約権の発行を断念、記者会見で最高裁へ特別抗告を行わないと宣言した。また、ライブドアはフジテレビ株の取得を凍結する方針を固め、フジサンケイグループとの業務提携交渉を優先させると報じられた。
3月24日、ソフトバンクグループの金融サービス会社であるソフトバンク・インベストメント（SBI／現・SBIホールディングス）とニッポン放送、フジテレビの3社が、メディア・通信分野などの新興企業に投資するベンチャーキャピタルファンドを共同出資で設立することと、これに伴う関係強化を名目に、ニッポン放送が所有するフジテレビ株（発行済み株式の13.88%）をSBIに貸し出すことを発表した。これにより、すでに大和証券SMBCに貸し出している株式8.63%と合わせ、ニッポン放送が所有するフジテレビ株は0%となり、ライブドアのフジテレビへの間接支配に対する防御策であったと考えられる。
4月18日、ライブドアの熊谷史人とフジテレビの飯島一暢が中心となり和解交渉を続けた結果、ライブドアとフジテレビが和解し、両者が業務提携するとともに、ライブドアグループが所有するニッポン放送株全てをフジテレビに譲渡し、フジテレビがライブドアに出資すると発表。

## 買収問題解決後
2005年5月23日、ニッポン放送株32.4%を保有していたライブドア・パートナーズがフジテレビに買収され、商号をLFホールディングスに変更。フジテレビはニッポン放送株を直接・間接合計で68.87%保有することになった。フジテレビとニッポン放送が、産業活力再生特別措置法の適用認定を申請。フジテレビはライブドアに出資、12.75%の株式を取得。
5月26日、ニッポン放送が自社株式取得のための株式公開買い付け（TOB）を開始。
6月15日、ニッポン放送による自社株式のTOBが完了。ライブドアが保有する株式の大半を含む964万株の応募があり、そのうち予定していた630万株のみを取得。これによりライブドアのニッポン放送の議決権比率が17.64%から7.57%に減少し、主要株主ではなくなる。
6月30日、ソフトバンクインベストメント（現SBIホールディングス）が、消費貸借契約終了によりフジテレビ株式14.14%をニッポン放送に返却。これによりニッポン放送が再びフジテレビの筆頭株主に。
7月12日、フジテレビとニッポン放送が株式交換契約締結。LFホールディングスがフジテレビと合併。ニッポン放送はTOBで買い取った自己株式（19.44%）を消却。
7月28日、ニッポン放送が上場廃止。
9月1日、フジテレビとの間で金銭交付による株式交換を実施（産業活力再生特別措置法12条の9第1項）。ニッポン放送はフジテレビの完全子会社化となる。 
2006年1月16日、ライブドアショック発生。
4月1日、ニッポン放送の商号を株式会社ニッポン放送ホールディングスに変更。会社分割により、新・株式会社ニッポン放送を設立して放送免許を承継。ニッポン放送ホールディングスはフジテレビに吸収合併される。これにより、フジテレビは旧ニッポン放送が保有していたフジテレビ株式（20.80%）とニッポン放送子会社（ポニーキャニオンなど）株式を取得し、ニッポン放送保有のフジテレビ株式がなくなるとともに、ニッポン放送子会社がフジテレビの直接子会社となりフジテレビが事業持株会社化した。 
5月16日、フジテレビが、ニッポン放送ホールディングスとの合併でフジテレビが保有することになったフジテレビ株式（19.53%）を消却。
2008年10月1日、フジテレビが認定放送持株会社に移行し、フジ・メディア・ホールディングスに商号変更。ニッポン放送はフジ・メディア・ホールディングスの完全子会社化へと移行し、現在に至る。